# Gieorgij Zacharow
Gieorgij Fiodorowicz Zacharow (ros. Гео́ргий Фёдорович Заха́ров, ur. 23 kwietnia?/5 maja 1897 we wsi Szyłowo w obwodzie saratowskim, zm. 26 stycznia 1957 w Moskwie) – radziecki dowódca wojskowy, generał armii.

## Życiorys
W 1915 został powołany do rosyjskiej armii, 1916 skończył szkołę chorążych w Czystopolu, brał udział w I wojnie światowej jako podporucznik, w listopadzie 1917 przeszedł na stronę władzy radzieckiej. Od 1919 służył w Armii Czerwonej i należał do RKP(b), uczestniczył w wojnie domowej na Froncie Wschodnim, po wojnie dowodził batalionem i następnie pułkiem, 1920 skończył kursy piechoty w Saratowie, 1923 kursy dowódcze „Wystrieł”, 1933 Akademię Wojskową im. Frunzego, a 1939 Wojskową Akademię Sztabu Generalnego. Był pomocnikiem naczelnika szkoły wojskowej, w marcu 1931 został dowódcą i komisarzem 2 pułku piechoty Moskiewskiej Proletariackiej Dywizji Piechoty, a w październiku 1931 szefem wydziału zaopatrzenia wojskowo-gospodarczego 17 Niżnonowogrodzkiej Dywizji Piechoty Moskiewskiego Okręgu Wojskowego. Od września 1932 do marca 1933 był pomocnikiem szefa wydziału, potem wykładowcą taktyki w Wojskowo-Inżynieryjnej Akademii Armii Czerwonej, 1939-1941 szefem sztabu Uralskiego Okręgu Wojskowego, w listopadzie 1939 otrzymał stopień kombryga, a w czerwcu 1940 generała majora. Po ataku Niemiec na ZSRR został szefem sztabu 22 Armii Frontu Zachodniego. Od sierpnia do października 1941 był szefem sztabu, potem dowódcą Frontu Briańskiego, w grudniu 1941 został zastępcą dowódcy Frontu Zachodniego, brał udział w kontrnatarciu Armii Czerwonej pod Moskwą, w maju 1942 został szefem sztabu Kierunku Północnokaukaskiego, następnie Frontu Północno-Kaukaskiego.
Od sierpnia do października 1942 był szefem sztabu Frontu Południowo-Wschodniego/Stalingradzkiego, następnie zastępcą dowódcy tego frontu, od lutego do lipca 1943 dowódcą 51 Armii, a od lipca 1943 do czerwca 1944 dowódcą 2 Armii Gwardii, brał udział w wyzwalaniu Donbasu, forsowaniu Dniepru i walkach na Krymie. Od czerwca do listopada 1944 dowodził 2 Frontem Białoruskim, w lipcu 1944 otrzymał stopień generała armii, uczestniczył w operacji mohylewskiej, mińskiej i białostockiej, od listopada 1944 do kwietnia 1945 dowodził 4 Armią Gwardii, z którą sforsował Dunaj i brał udział w oblężeniu Budapesztu, następnie do końca wojny pełnił obowiązki zastępcy dowódcy 4 Frontu Ukraińskiego. Od lipca 1945 do czerwca 1946 dowodził wojskami Południowouralskiego Okręgu Wojskowego, potem pozostawał w dyspozycji Głównego Zarządu Kadr, następnie został generalnym inspektorem wojsk piechoty Głównej Inspekcji Wojsk Lądowych Sił Zbrojnych ZSRR, a od lutego 1947 do września 1950 był dowódcą Wschodniosyberyjskiego Okręgu Wojskowego. Od września 1950 do września 1954 był naczelnikiem wyższych kursów doskonalenia kadry dowódczej "Wystrieł" im. Szaposznikowa, następnie szefem Głównego Zarządu Przygotowania Bojowego Wojsk Lądowych. Był deputowanym do Rady Najwyższej ZSRR 3 kadencji. Został pochowany na Cmentarzu Nowodziewiczym.

## Odznaczenia
- Order Lenina
- Order Czerwonego Sztandaru (czterokrotnie)
- Order Suworowa I klasy (dwukrotnie)
- Order Kutuzowa I klasy
- Order Bohdana Chmielnickiego I klasy
- Order Suworowa II klasy

I medale.